# تي تايم
تي تايم  أو وقت الشاي بالعربية هو برنامج مسائي منوع لبناني عرض على شاشة المؤسسة اللبنانية للإرسال 

## نبذة عن البرنامج
- وقت الشاي شاي ما بعد الظهيرة هو برنامج يومي عرض على شاشتي المؤسسة اللبنانية للارسال المحلية LBCI و LBC الفضائية اللبنانية بدأ عرضه في السابع من أيلول عام 2002
- يمتد من الساعة الثالثة والنصف بعد الظهر حتى الساعة الخامسة بالتوقيت اللبناني.
- البرنامج مخصص للنساء فقط، تتناول كل ما يهم المرأة العربية واللبنانية من الامور الاجتماعية وملحقاتها إلى الازياء والجمال وما إلى ذلك.
- تقدم الفقرة بالتناوب كل من سنا نصر و ماغي عون ، داليدا ماديان إلى جانب وجهين دارين شاهين و زينة الراسي.
- إضافة باميلا الحاج في فقرة الازياء وجويل فضول في فقرة تتضمن اراء الناس في موضوع معين وقضايا الجمال والنباتات، و جو غنام في فقرة خاصة بالأغراض المنزلية والألعاب
- توقف عرضه عام 2005 بعد ثلاث سنوات بسبب الأحداث والظروف السياسية في لبنان